# КУ (альбом)
«КУ» — третий официальный альбом украинской группы 5’nizza, вышедший в 2017 году. Первая пластинка, выпущенная после воссоединения коллектива.

## Список композиций
Авторы всех песен Сергей Бабкин и Андрей Запорожец.
| №   | Название        | Длительность |
| --- | --------------- | ------------ |
| 1.  | «КУ»            | 1:35         |
| 2.  | «Человек дождя» | 3:11         |
| 3.  | «Опана»         | 2:56         |
| 4.  | «Самолёт»       | 3:02         |
| 5.  | «Далеко»        | 2:55         |
| 6.  | «Вверх»         | 3:15         |
| 7.  | «Але»           | 3:11         |
| 8.  | «Настоящее»     | 4:26         |
| 9.  | «Митя»          | 3:32         |
| 10. | «Вітаємо»       | 2:56         |
| 11. | «Негасимая»     | 3:25         |
| 12. | «Почему»        | 2:15         |
| 13. | «Раздеты»       | 3:08         |
| 14. | «Життя»         | 4:13         |

## Персонал
- Андрей Алякринский — запись и сведение
- Борис Истомин — мастеринг

## Критика
<…> «Ку», под стать своему названию, оказывается очень лёгкой, даже легкомысленной и нарочно отрицающей серьёзность работой. Песни стали звучать более разнопланово, теперь здесь есть и блюзы, и украиноязычные баллады. Каждый желающий может, как и прежде, углубиться в пучину словесной эквилибристики дуэта. Но «Пятница» своим новым альбомом великодушно разрешает слушателям не напрягаться в попытках препарировать многослойность образов: пластинка предполагает и такую опцию, как расслабленное получение удовольствия (Алексей Мажаев).